# Иван Йосифчев
Иван Андроников Йосифчев е български македонски емигрантски деец, активист на Върховния македоно-одрински комитет, свързан с Вътрешна македоно-одринска революционна организация.

## Биография
Иван Йосифчев е роден на 23 януари 1873 година в град Охрид, тогава в Османската империя, в семейството на видния български възрожденски просветен деец Андроник Йосифчев. Негови братя са българският юрист и общественикът Димитър Йосифчев и просветния деец Кръстьо Йосифчев. Завършва основно образование в родния си град, след което учи със стипендия на Българската екзархия в Пловдив. След завършването си, е назначен за писар в Пловдивската митрополия.
От 1891 година участва в легалното македоно-одринско движение в България. На 22 януари 1895 година е избран за секретар на настоятелството на Пловдивското македонско дружество. От май 1899 до декември 1902 година е неизменен секретар на настоятелството на Дружеството. В 1899 година е делегат на Станимашкото дружество на Шестия македонски конгрес, а през април 1901 година е делегат на Осмия македоно-одрински конгрес от Пловдивското дружество.
Умира в София в 1955 година. Погребан е в Централните софийски гробища. Негов личен архивен фонд се съхранява в Държавна агенция „Архиви“.